# 2574 Ladoga
2574 Ladoga este un asteroid din centura principală, descoperit pe 22 octombrie 1968 de Tamara Smirnova.